# 高崎市山田かまち美術館
高崎市山田かまち美術館（たかさきしやまだかまちびじゅつかん）は、群馬県高崎市片岡町に所在する美術館である。

## 概要
詩人・芸術家の山田かまちの作品が数多く展示されている。小学校3年生のとき、東京芸大出身の竹内俊雄（後に新島学園高校の美術科非常勤講師）がクラスの担任になり、冬休みの宿題で動物の絵（約30枚）を1時間あまりで書き上げ、その作品は同氏に保管され、貴重な作品としてこの美術館に残された。若者を中心とした多くの人々がこの美術館を訪れている。生前、友人だったことから彼を偲んだ氷室京介のメッセージが飾られている。

## 歴史
- 1992年　高崎市片岡町に開館。最初、名称は『山田かまち水彩デッサン美術館』（やまだかまちすいさいデッサンびじゅつかん）。
- 2002年　開館10周年。
- 2014年4月　高崎市市営に移行し、『高崎市山田かまち美術館』と改称[2]。同年4月26日にリニューアルオープン。

その後も個展などさまざまな催し物が行われた。

## アクセス
公共交通機関
JR・上信電鉄高崎駅西口から高崎市内循環バスぐるりん・少林山線に乗車、バス停「山田かまち美術館入口」にて下車、徒歩1分間。
自家用自動車
関越自動車道・高崎インターチェンジから約25分間。
上信越自動車道・藤岡インターチェンジから約20分間。